# しあわせ荘の管理人さん。
『しあわせ荘の管理人さん。』（しあわせそうのかんりにんさん）は、 ディースリー・パブリッシャーより2018年1月11日に発売されたPlayStation 4用ゲームソフト。

## システム
本作は、別荘を改装したマンション・しあわせ荘の管理人とその住人達との交流を描いた恋愛アドベンチャーゲームであり、一人称視点でゲームが進行する。
プレイヤーは、9時から21までの3時間ごとのスケジュールに、「見回り」「掃除」「待機」といった予定を割り振るところからゲームを始める。
このうち、「見回り」はマンション内を見回るものであり、住人と出会うと会話イベントが発生する。「掃除」はマンションを手入れするものであり、共有スペースを掃除すると「清潔度」が上がるほか、機材を設置すると「充実度」が上がる。「待機」は管理人室にとどまり、業者の応対やアイテムの準備、マンション内の確認を行うほか、住人や来客からの内線電話の対応も含まれる。
管理人室にはプレイヤーをサポートするガイド（声 : 牟田実波）がおり、プレイヤーが管理人室を離れている場合は音声のみでのサポートとなる。

### ブラー
プレイヤーには管理人用端末が配布されており、スケジュールの作成や各種情報の閲覧のほかにも、「ブラー」という特殊機能を利用することができる。
以下に代表的なものを挙げる。
ライト属性
ライトシースルー
住人の下着を見る機能で、もともとは来訪者のセキュリティチェックに使われていた。水着など、下着を着用していない場合は使用できない。
ライトインビジブル
プレイヤーの姿を住人から見えなくする機能で、消音機能もついている。
タイム属性
タイムストップ
15秒間、管理人以外のキャラクターの動きを止める機能。
デザイア属性
デザイアリード
相手の心の声を聞く機能。
エナジー属性
エナジークリーン
ごみなどをすべて片づける機能。
マジック属性
マジックウィンド
管理人の足元から風を吹かせる機能。過去のイベントを再生しているときのみ使用可能。
マジックドワーフ
管理人を小さくする機能。過去のイベントを再生しているときのみ使用可能。

### 防犯・監視カメラ
プレイヤーはゲームを進める中で、不審者対策として防犯・監視カメラを購入することができ、設置することにより住民は安心する。防犯カメラがない場合は不審者が侵入するため、プレイヤーが自ら撃退する必要がある。
監視カメラは、フィットネスルームやプールおよび更衣室、住民の部屋に設置することが可能であり、プレイヤーは監視カメラからも住民の生活を見ることができる。
なお、監視カメラは様々な種類があり、カラー画面に対応しているものもある。

## 登場人物
桜井静香（さくらい しずか）
声 - 中原麻衣
302号室の住人である、私立泉櫻女子大学に通う20歳の大学2年生。
裕福な家に生まれ育ったため、上品な振る舞いが目立つ一方、世間知らずな一面もある。また、酒には弱いものの、酒への関心が強い。
橘・バルバラ・クリスティーネ（たちばな・バルバラ・クリスティーネ）
声 - 釘宮理恵
204号室の住人である、私立華咲高校に通う18歳の高校3年生。幼少時からハーフ故の偏見に遭っているため、他者に対してはぶっきらぼうに接することが多い。
竹山日真里（たけやま ひまり）
声 - 金元寿子
101号室の住人である、私立泉櫻女子大学に通う21歳の大学3年生。このマンションの中では一番の古株であり、様々なことに詳しいことから、他の住人に頼りにされている。

## 開発
本作のプロデューサーである岡島信幸は、PlayStation VRを体験した際、もともとストックとして存在していた『管理人（仮）』という恋愛シミュレーションの企画と相性が良いと考え、本作の企画を始動した。
SIMPLEシリーズなどの開発で知られるタムソフトが本作の開発を担い、ヒロインたちのモデリングは同社の手塚俊介が担当した。
東京ゲームショウ2017直前の2017年9月19日、D3パブリッシャーは本作の全面的なVR対応を見送り、発売後のアップデートで部分的に対応するという方針を発表した。

### キャラクター設定
企画の段階におけるヒロインのアイデアは多数存在していたが、最終的には「お嬢様」「ツンデレ」「不思議ちゃん」の3タイプに決定した。その後、キャラクターの体型についてタムソフトの手塚や小名らを交えた話し合いが行われ、最終的には「お嬢様」である静香が巨乳キャラクターになった。
また、「管理人として住民とコミュニケーションをとるには、家庭用ゲーム機の中でできるぎりぎりのことをしたい」という岡島の意向により、静香の年齢が20歳に設定され、飲酒する場面も設けられた。
「仮想現実にいると感じられることが重要であり、アニメ調のデザインでは意味がない」という岡島の考えから、ヒロインのデザインは『お姉チャンバラ』の上をいくようなリアルなものになったが、ユーザーから「ヒロインたちの顔が濃くて怖い」という指摘が相次いだため、ヒロインの化粧を薄くするなどのマイナーチェンジが施された。

また、ヒロインの体型もそれぞれ異なるようにデザインされており、例えばクリスティーネはハーフであるという設定からほかの二人とは尻の位置や形が異なる。

## 反響
岡島がファミ通とのインタビューで述べたところによると、本作のタイトルのみが先行して公表された際、タムソフトの代表作である『ドリームクラブ』のようなデザインを連想した多くのファンが実際のグラフィックを見て違和感を覚えたとされている。
IGNの渡邉卓也は、本作について「Playstation VRでのプレイを前提とした作りになっていて遊びにくい」と指摘している。
また、同じジャンルのゲームである『サマーレッスン』と比較して、現実味や生活感のあるグラフィックという点においては一歩進んだものがあると評価した。